# SN 2005df
SN 2005df – supernowa typu Ia odkryta 4 sierpnia 2005 roku w galaktyce NGC 1559. W momencie odkrycia miała maksymalną jasność 13,80m.